# Víctor Antelo
Víctor Hugo Antelo Bárba (Santa Cruz de la Sierra, 2 novembre 1964) è un allenatore di calcio ed ex calciatore boliviano, di ruolo attaccante.

## Caratteristiche tecniche
Giocava come attaccante; le sue abilità di realizzatore lo rendono, con i suoi 350 gol (segnati dal 1983 al 2001), il miglior marcatore della storia del campionato boliviano di calcio. Ha segnato 21 gol in 46 partite di Copa Libertadores.

## Carriera

### Club
Iniziò a giocare nei dilettanti del Club Universidad, approdando al professionismo nel 1983 con la maglia dell'Oriente Petrolero; ha giocato poi per Blooming, Real Santa Cruz, Bolivar, The Strongest, e San José in Bolivia, oltre che con i giapponesi del Fujita Kogyo nel 1990.
È stato il miglior marcatore del campionato boliviano per 7 volte; inoltre, tra il 17 maggio ed il 6 settembre 1998, segnò 18 reti in una serie di 12 partite consecutive, battendo il precedente record stabilito dal secondo miglior marcatore della storia boliviana, Juan Carlos Sánchez.

### Nazionale
Nonostante i suoi successi a livello di club, solo Héctor Veira ritenne Antelo convocabile per una competizione internazionale di rilievo, la Copa América 1999. Venne dunque schierato da titolare in occasione del primo match contro il Paraguay, in cui la Bolivia pareggiò per 0-0, ricevendo un cartellino giallo. Nella seconda partita, contro il Perù , non giocò neanche un minuto, venendo sostituito da Jaime Moreno come partner d'attacco di Limberg Gutiérrez. Nell'ultimo incontro della competizione contro il Giappone, Veira cercò di giocarsi la qualificazione alla fase successiva schierando un più offensivo 4-3-3, includendo quindi anche Antelo nel tridente d'attacco con Moreno e Gutiérrez.

### Allenatore
Dopo essersi ritirato, intraprese la carriera di allenatore, guidando l'Oriente Petrolero a buoni risultati in campionato, vincendo di conseguenza il campionato nazionale, il terzo della sua storia. Oltre all'Oriente, allenò il Blooming, The Strongest e il Bolivar.

## Palmarès

### Club

#### Competizioni nazionali
- Campionato boliviano: 4

Bolívar: 1992, 1994
Blooming: 1998, 1999

### Individuale
- Capocannoniere del campionato boliviano di calcio: 7

1984 (38 gol), 1985 (37 gol), 1989 (22 gol), 1993 (20 gol), 1997 (24 gol), 1998 (31 gol), 1999 (31 gol)

### Allenatore

#### Competizioni nazionali
- Campionato boliviano: 1

Oriente Petrolero: 2001